# Comuna de Ulhówek
Ulhówek (polaco: Gmina Ulhówek) é uma gminy (comuna) na Polónia, na voivodia de Lublin e no condado de Tomaszowski (lubelski).
De acordo com os censos de 2004, a comuna tem 5300 habitantes, com uma densidade 36,2 hab/km².

## Área
Estende-se por uma área de 146,55 km², incluindo:
- área agrícola: 86%
- área florestal: 7%

## Demografia
Dados de 30 de Junho 2004:
|                      | Total   | Total | Mulheres | Mulheres | Homens  | Homens |
| -------------------- | ------- | ----- | -------- | -------- | ------- | ------ |
|                      | pessoas | %     | pessoas  | %        | pessoas | %      |
| População            | 5300    | 100   | 2656     | 50,1     | 2644    | 49,9   |
| Densidade (pop./km²) | 36,2    | 100   | 18,1     | 18,1     | 18      | 18     |

De acordo com dados de 2002, o rendimento médio per capita ascendia a 1982,07 zł.

## Subdivisões
- Budynin, Dębina, Dębina-Osada, Dyniska, Hubinek, Korczmin, Korczmin-Osada, Krzewica, Machnówek, Magdalenka, Oserdów, Podlodów, Rokitno, Rzeczyca, Rzeplin, Rzeplin-Osada, Szczepiatyn, Szczepiatyn-Osada, Tarnoszyn, Ulhówek, Wasylów, Wasylów Wielki, Żerniki.

## Comunas vizinhas
- Dołhobyczów, Jarczów, Lubycza Królewska, Łaszczów, Comuna de Telatyn.